# Stagione di college football 2015
La stagione di college football NCAA Division I FBS 2015 negli Stati Uniti organizzata dalla National Collegiate Athletic Association (NCAA) per la Division I Football Bowl Subdivision (FBS), il livello più elevato del football universitario, è iniziata il 3 settembre e la sua stagione regolare è conclusa il 12 dicembre 2015. La finale si è disputata l'11 gennaio 2016 e ha visto gli Alabama Crimson Tide conquistare il loro 16º titolo ai danni dei Clemson Tigers.
Questa è stata la seconda stagione in cui si è adottato il sistema chiamato College Football Playoff (CFP), che ha sostituito il precedente Bowl Championship Series (BCS).

## Bowl game e College Football Playoff
A partire dai playoff 2014–15, sei Bowl CFP ospitano le semifinali di playoff su rotazione. Per questa stagione, l'Orange Bowl e il Cotton Bwol hanno ospitato le semifinali, con le vincenti che si sono affrontate nella finale del campionato NCAA allo University of Phoenix Stadium di Glendale, Arizona.
|  | Semifinali | Semifinali     | Semifinali |         |    | Finale  | Finale | Finale |  |
|  |            |                |            |         |    |         |        |        |  |
|  | 1          | Clemson        | 37         |         |    |         |        |        |  |
|  | 1          | Clemson        | 37         |         |    |         |        |        |  |
|  | 4          | Oklahoma       | 17         |         |    |         |        |        |  |
|  | 4          | Oklahoma       | 17         |         | 1  | Clemson | 40     |        |  |
|  |            |                |            |         | 1  | Clemson | 40     |        |  |
|  |            |                | 2          | Alabama | 45 |         |        |        |  |
|  | 2          | Alabama        | 2          | Alabama | 45 | 38      |        |        |  |
|  | 2          | Alabama        |            |         |    |         |        |        |  |
|  | 3          | Michigan State | 0          |         |    |         |        |        |  |

## Classifica finale CFP
| CFP | School                    | Record | Bowl Game             |
| 1   | Clemson Tigers            | 13–0   | Orange Bowl           |
| 2   | Alabama Crimson Tide      | 12–1   | Cotton Bowl           |
| 3   | Michigan State Spartans   | 12–1   | Cotton Bowl           |
| 4   | Oklahoma Sooners          | 11–1   | Orange Bowl           |
| 5   | Iowa Hawkeyes             | 12–1   | Rose Bowl             |
| 6   | Stanford Cardinal         | 11–2   | Rose Bowl             |
| 7   | Ohio State Buckeyes       | 11–1   | Fiesta Bowl           |
| 8   | Notre Dame Fighting Irish | 10–2   | Fiesta Bowl           |
| 9   | Florida State Seminoles   | 10–2   | Peach Bowl            |
| 10  | North Carolina Tar Heels  | 11–2   | Russell Athletic Bowl |
| 11  | TCU Horned Frogs          | 10–2   | Alamo Bowl            |
| 12  | Ole Miss Rebels           | 9–3    | Sugar Bowl            |
| 13  | Northwestern Wildcats     | 10–2   | Outback Bowl          |
| 14  | Michigan Wolverines       | 9–3    | Citrus Bowl           |
| 15  | Oregon Ducks              | 9–3    | Alamo Bowl            |
| 16  | Oklahoma State Cowboys    | 10–2   | Sugar Bowl            |
| 17  | Baylor Bears              | 9–3    | Russell Athletic Bowl |
| 18  | Houston Cougars           | 12–1   | Peach Bowl            |
| 19  | Florida Gators            | 10–3   | Citrus Bowl           |
| 20  | LSU Tigers                | 8–3    | Texas Bowl            |
| 21  | Navy Midshipmen           | 9–2    | Military Bowl         |
| 22  | Utah Utes                 | 9–3    | Las Vegas Bowl        |
| 23  | Tennessee Volunteers      | 8–4    | Outback Bowl          |
| 24  | Temple Owls               | 10–2   | Boca Raton Bowl       |
| 25  | USC Trojans               | 8–5    | Holiday Bowl          |

## Premi individuali

### Heisman Trophy
L'Heisman Trophy è assegnato annualmente al miglior giocatore dell'anno.
| Giocatore           | College  | Ruolo | 1º  | 2º | 3º | Totale |
| ------------------- | -------- | ----- | --- | -- | -- | ------ |
| Derrick Henry       | Alabama  | RB    | 378 |    |    | 1832   |
| Christian McCaffrey | Stanford | RB    | 290 |    |    | 1539   |
| Deshaun Watson      | Clemson  | QB    | 148 |    |    | 1165   |

### Altri premi per il miglior giocatore
- Giocatore dell'anno dell'Associated Press: Christian McCaffrey, Stanford
- Maxwell Award: Derrick Henry, Alabama[5]
- Walter Camp Award: Derrick Henry, Alabama
- Giocatore dell'anno per The Sporting News: Baker Mayfield, Oklahoma

### Premi per ruolo
- Davey O'Brien Award (quarterback): Deshaun Watson, Clemson
- Doak Walker Award (running back): Derrick Henry, Alabama
- Jim Brown Trophy (running back):
- John Mackey Award (tight end): Hunter Henry, Arkansas
- Rimington Trophy (centro): Ryan Kelly, Alabama
- Outland Trophy (interior lineman): Joshua Garnett, Stanford
- Bronko Nagurski Trophy (defensive player): Tyler Matakevich, Temple
- Chuck Bednarik Award (defensive player): Tyler Matakevich, Temple
- Lombardi Award (defensive lineman/linebacker): Carl Nassib, Penn State
- Ted Hendricks Award (defensive end): Carl Nassib, Penn State
- Jim Thorpe Award (defensive back): Desmond King, Iowa
- Lou Groza Award (placekicker): Ka'imi Fairbairn, UCLA
- Ray Guy Award (punter): Tom Hackett, Utah